# しし座シグマ星
しし座σ星(Sigma Leonis、σ Leo)は、太陽系から見てしし座の方向約241 光年の距離にある恒星で4等星。
2012年のChiniらの研究では単線分光連星とされ、主星のスペクトルはB9.5Vsとされた。また、2012年のWraightらの研究ではケイ素の吸収線が強く観測される磁気A型特異星の可能性が示唆されている。質量は約2.76 太陽質量、半径は約3.3 太陽半径とされる。年齢は2億9300万歳ほどで、自転速度は70km/s。全光度は約133 太陽光度で有効温度は10250 Kとされる。

## 名称
中国では、太微垣の右側にあり、しし座σ星のほか、おとめ座β星、しし座ι星、しし座θ星、しし座δ星から成る「太微右垣 (Tài Wēi Yòu Yuán)」と呼ばれる星官に属するとされる。しし座σ星自体は「太微右垣二」または「西上將 (Xīshǎngjiāng)」と呼ばれる。